# Eutrichosiphum assamense
Eutrichosiphum assamense är en insektsart. Eutrichosiphum assamense ingår i släktet Eutrichosiphum och familjen långrörsbladlöss. Inga underarter finns listade i Catalogue of Life.